# Joseph-Achille Francoeur
Joseph-Achille Francoeur (Cap-Saint-Ignace, 28 août 1882 — Montréal, 21 janvier 1959) est un homme politique québécois. Il était le député libéral provincial de la circonscription de Montréal-Dorion de 1931 jusqu'à sa défaite en 1935, puis il a été élu dans Montréal-Mercier de 1939 à 1948.

## Biographie
Il est le frère de Joseph-Napoléon Francoeur.
Joseph-Achille Francoeur était plombier et il créa une entreprise dans le domaine du chauffage (J.-A. Francoeur et Compagnie). Il est l'inventeur de la fournaise à eau chaude Francoeur.
Il se présenta pour la première fois aux élections dans Montréal-Dorion en 1927 pour le Parti libéral du Québec. Il fut défait par le conservateur Aldéric Blain. Il emporta toutefois les élections suivantes en 1931, mais perdit les deux élections suivantes. Il se présenta dans la circonscription de Montréal-Mercier en 1939 et 1944. Il fut nommé ministre sans portefeuille dans le gouvernement Godbout en 1944. Il échoua aux élections de 1948.
Il fut par la suite gouverneur de l'hôpital Notre-Dame et de l'hôpital Saint-Joseph à Montréal.